# Toplinska ravnoteža
Toplinska ravnoteža je toplinsko stanje sustava ili odnos stanja dvaju ili više sustava.

Sustav je u toplinskoj ravnoteži ako sve njegove sastavnice imaju istu temperaturu, a dva su sustava u toplinskoj ravnoteži, ako su im temperature jednake.

Sustavi spontano uspostavljaju toplinsku ravnotežu. Vrijeme postizanja toplinske ravnoteže, tzv. vrijeme relaksacije, ovisi o toplinskim otporima sustava.